# Stati della Tregua
Stati della Tregua (in arabo: الساحل المتهادن As-Sāḥil al-Mutahādin o أو المتصالح al-Mutaṣāliḥ) è il nome con il quale i britannici chiamarono nel XIX secolo un gruppo di emirati arabi sulla riva occidentale del Golfo Persico che poi divennero gli Emirati Arabi Uniti. Erano anche conosciuti come: Trucial Coast (in arabo الساحل المتصالح‎? Al-Sāḥil al-Mutaṣāliḥ), Trucial Sheikhdoms (in arabo المشيخة المتصالحة‎? Al-Mashīkhat al-Mutaṣāliḥa), Trucial Arabia o Trucial Oman.

## Storia
Dopo la sconfitta dei Qawāsim nel 1820, i britannici firmarono una serie di accordi e trattati con gli sceicchi degli Emirati della Costa del Golfo: uno di essi, precisamente nel 1853, diede vita agli Stati della Tregua (allora soltanto formati dagli emirati di Abu Dhabi, Ajman, Dubai, Sharjah, Umm al-Quwain e Ras al-Khaimah). I britannici si presero cura nel corso degli anni di rafforzare i legami che li legavano agli Stati della Tregua, per frenare le ambizioni coloniali di altre grandi potenze europee su quei territori.
Nel 1892 un nuovo trattato fece trasformare gli Stati della Tregua in un protettorato britannico. L'Impero britannico esortò a non mantenere relazioni diplomatiche con Paesi diversi dal Regno Unito senza il consenso di quest'ultimo. In cambio, il Regno Unito garantiva la protezione contro un eventuale attacco via mare o via terra. Questo periodo di calma permise, tra fine Ottocento e inizio Novecento, all'industria delle perle di prosperare. Tuttavia, le due guerre mondiali ebbero un effetto molto negativo sul settore, che si arrestò solo dopo la seconda guerra mondiale, quando il governo indiano iniziò a imporre una tassazione sulle perle importate dalle regioni del Golfo.
Nel 1968, il Regno Unito annunciò l'intenzione di porre fine al protettorato sugli Stati della Tregua. Dopo questo annuncio, gli Stati della Tregua cercarono di creare una federazione con il Qatar e il Bahrein, ma non ci riuscirono. Il governo britannico pose fine al protettorato il 1º dicembre 1971, e condusse all'indipendenza i sette Stati. Il giorno dopo, il 2 dicembre 1971, gli emirati di Abu Dhabi, Ajman, Dubai, Fujairah, Sharjah e Umm al-Quwain si unirono per formare gli Emirati Arabi Uniti. L'emirato di Ras al-Khaimah si unì alla federazione l'11 febbraio 1972.

## Geografia
Questi emirati si sono evoluti in numero nel corso del tempo:
- Abu Dhabi (1820 - 1971)
- Ajman (1820 - 1971)
- Dubai (1820 - 1971)
- Sharjah (1820 - 1971)
- Umm al-Quwain (1820 - 1971)
- Ras al-Khaimah (1822 - 1972)
- Dibba (1871 - 1951)
- Hamriyah (1875 - 1922)
- Fujairah (1901 - 1971)
- Kalba (1903 - 1952)